# Idiocerus talassicus
Idiocerus talassicus är en insektsart som beskrevs av Mitjaev 1990. Idiocerus talassicus ingår i släktet Idiocerus och familjen dvärgstritar. Inga underarter finns listade i Catalogue of Life.